# Maleque ibne Alhaitame Alcuzai

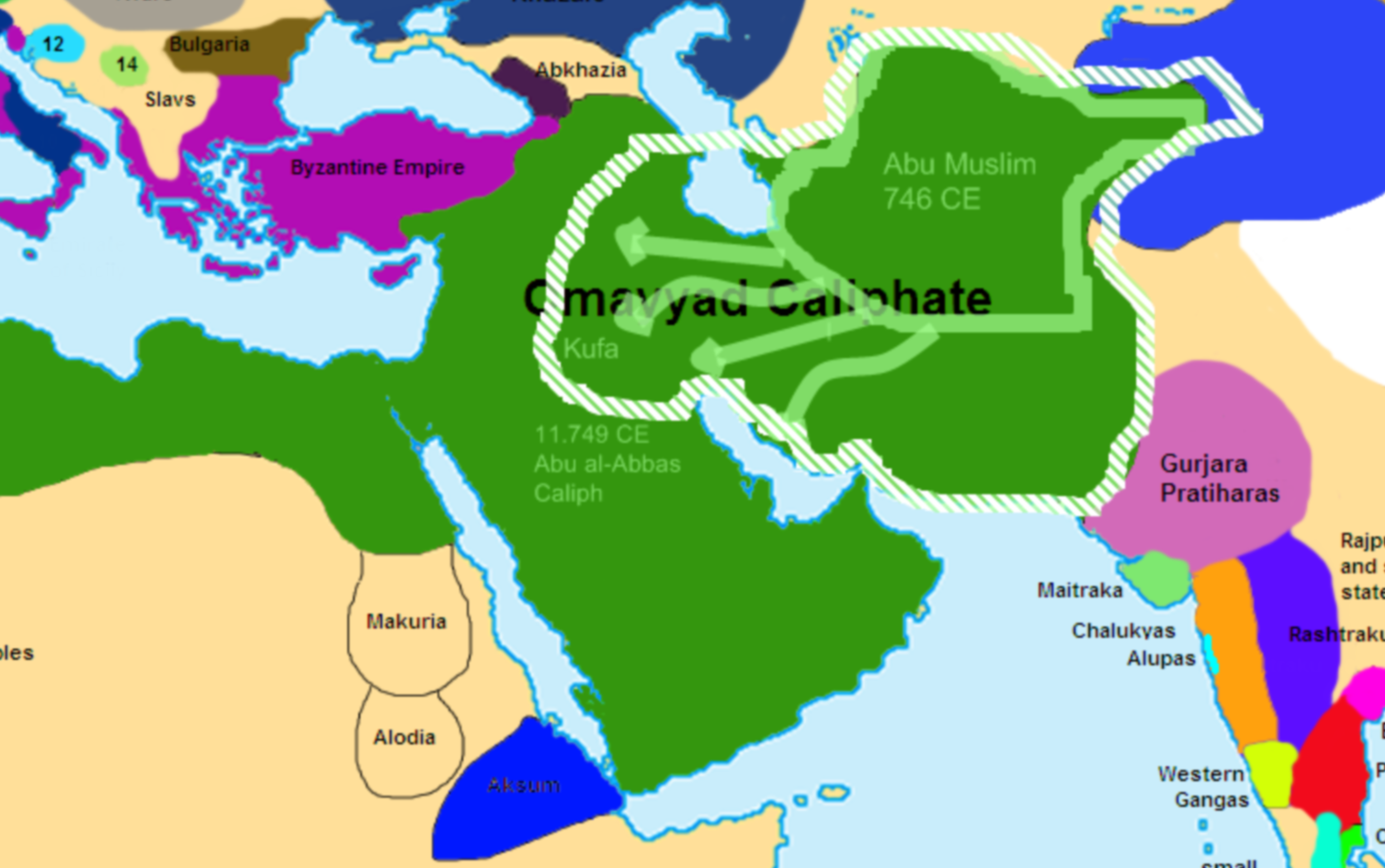
Avanço da Revolução Abássida no Califado Omíada

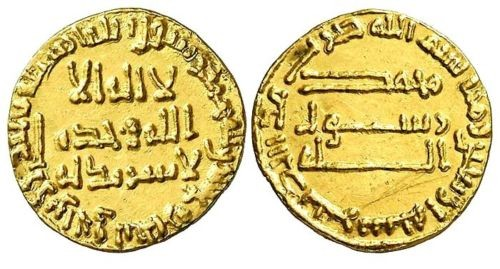
Dinar de ouro do califa Almançor r.

Abonácer Maleque ibne Alhaitame Alcuzai (Abu Nasr Malik ibn al-Haitham al-Khuza'i - lit. Abonácer Maleque, filho de Alhaitame, o Chuza) foi um antigo apoiante abássida e líder militar do século VIII.

## Vida
Um árabe coraçane da tribo Banu Cuza'a, ele era o primeiro dos mais antigos apoiantes do esforço missionário abássida (dauá) no Coração, e posteriormente tornar-se-ia um dos principais líderes ("os 12 nacaba") do - ainda secreto - movimento abássida. Com a eclosão da Revolução Abássida no final de 747, ele foi escolhido pelos líderes abássidas como comandante de campo e saíbe da xurta ou chefe de polícia sob o primeiro comandante abássida, Abu Muslim, enquanto seu filho Nácer foi nomeado como seu subcomandante. Nesta capacidade, Maleque participou nas batalhas da Revolução Abássida no Coração e na ofensiva a oeste sob Abu Muslim.
Após o sucesso da revolução, Maleque tornou-se um dos mais próximo adeptos de Abu Muslim. Após a supressão da revolta de Abedalá ibne Ali contra o califa Almançor (r. 754–775) na Síria em 754, a longa tensão entre Abu Muslim - que tinha vindo a governar o Coração com um príncipe quase-soberano, praticamente independente da família abássida - e Almançor veio à tona. Maleque aconselhou Abu Muslim a retornar direto para Coração para sua própria segurança, mas ele estava relutante em efetuar uma violação completa e aceitar as convocações do califa. Durante a audiência subsequente, o califa executou Abu Muslim. Após o assassinato de Abu Muslim, Maleque foi brevemente preso, mas reconciliou-se com os abássidas e readquiriu o favor do califa quando auxiliou Almançor durante a rebelião Rawandiya em 758/759. Ele foi então recompensado com o governo de Moçul, que ele manteve de 759/760 até 763. Ele não é mais mencionado, e provavelmente morreu aproximadamente por esta época.
No entanto, sua família permaneceu entre as mais poderosas nos Khurasaniyya, o exército coraçane que colocou os abássidas no poder e manteve-se como principal pilar do começo do regime abássida, e seus descendentes através de seus filhos Nácer, Hâmeza, Jafar, Daúde e especialmente Abedalá continuaram a manter altos ofícios militares e administrativos até bem no século IX.